# Кривой Наволок
Кривой Наволок — деревня в Борском сельском поселении Тихвинского района Ленинградской области.

## История
Усадище Кривой Наволок упоминается в переписи 1710 года в Егорьевском Пашекожельском погосте Нагорной половины Обонежской пятины.
Затем деревня Кривой Наволок была обозначена на «Специальной карте западной части России» Ф. Ф. Шуберта 1844 года.

КРИВОЙ НАВОЛОК (ДВОР) — деревня Кривонаволокского общества, Пашекожельского прихода. Река Паша.

Крестьянских дворов — 23. Строений — 65, в том числе жилых — 39. 

Число жителей по семейным спискам 1879 г.: 59 м. п., 57 ж. п.; по приходским сведениям 1879 г.: 52 м. п., 57 ж. п.

В конце XIX века деревня относилась к Новинской волости 2-го стана, в начале XX века — к Новинской волости 1-го земского участка 1-го стана Тихвинского уезда Новгородской губернии.
В начале XX века близ деревни в лесу находились 5 сопок высотой от 3 до 7 аршин.

КРИВОЙ НАВОЛОК (КОЗОДАВЛЕВ ДВОР) — деревня Кривонаволокского общества, дворов — 35, жилых домов — 47, число жителей: 110 м. п., 105 ж. п.
 
Занятия жителей — земледелие, лесные заработки. Река Паша. Часовня, сопки. (1910 год)

С 1917 по 1918 год деревня Кривой Наволок входила в состав Новинской волости Тихвинского уезда Новгородской губернии. 
С 1918 года в составе Череповецкой губернии.
С 1924 года в составе Прогальской волости.
С 1927 года в составе Сарожского сельсовета Тихвинского района.
В 1928 году население деревни Кривой Наволок составляло 266 человек.

Деревня Кривой Наволок на карте 1932 года

Согласно карте Ленинградской области Северо-западного аэрогеодезического треста ГГУ издания 1932 года деревня насчитывала 28 крестьянских дворов.
По данным 1933 года деревня Кривой Наволок входила в состав Сарожского сельсовета.
В 1958 году население деревни Кривой Наволок составляло 36 человек.
С 1965 года в составе Шомушского сельсовета.
По данным 1966 и 1973 годов деревня Кривой Наволок входила в состав Шомушского сельсовета.
По данным 1990 года деревня Кривой Наволок входила в состав Борского сельсовета.
В 1997 году в деревне Кривой Наволок Борской волости проживали 2 человека, в 2002 году — 13 человек (все русские).
В 2007 году в деревне Кривой Наволок Борского СП проживали 6 человек, в 2010 году — 8.

## География
Деревня расположена в центральной части района на автодороге 41К-898 (подъезд к дер. Дуброво).
Расстояние до административного центра поселения — 12 км.
Расстояние до ближайшей железнодорожной станции Тихвин — 27 км.
Деревня находится на правом берегу реки Паша.

## Демография
| 1879 | 1910 | 1928 | 1958 | 1997 | 2002 | 2007 |
| ---- | ---- | ---- | ---- | ---- | ---- | ---- |
| 116  | ↗215 | ↗266 | ↘36  | ↘2   | ↗13  | ↘6   |
| 2010 | 2017 |      |      |      |      |      |
| ↗8   | ↗9   |      |      |      |      |      |

### Национальный состав
Согласно данным Всероссийской переписи населения 2021 года в деревне проживали 16 человек, все русские.